# STS-32
STS-32 e тридесет и третата мисия на НАСА по програмата Спейс шатъл и девети полет на совалката Колумбия. Основната цел на полета е извеждането в орбита на комуникационния спътник Syncom IV-F5 (Leasat 5). Това е най-продължителната мисия на космическа совалка дотогава, подобрила рекорда на мисия STS-9 от 1983 г. На 20 януари 1990 г. полетът приключва с третото нощно кацане на космическа совалка.

## Екипаж
| Пост                    | Астронавт                                 |
| ----------------------- | ----------------------------------------- |
| Командир                | Даниел Бранденщайн трети космически полет |
| Пилот                   | Джеймс Уитърби първи космически полет     |
| Специалист на мисията 1 | Бони Дънбар втори космически полет        |
| Специалист на мисията 2 | Джордж Лоу първи космически полет         |
| Специалист на мисията 3 | Марша Айвънс първи космически полет       |

- Броят на полетите е преди и включително тази мисия.

## Полетът
Изстрелването е осъществено от модернизирания след катастрофата на совалката Чалънджър стартов комплекс 39А. Първоначалната дата за начало на мисията е определена за 18 декември 1989 г. След няколко отлагания совалката е изведена успешно в 7:35 на 9 януари 1990 г. Полезният товар на совалката е комуникационния спътник Syncom IV-F5, който е изведен в орбита на втория ден от полета. На четвъртия ден от полета е прибрана капсулата за продължителна експозиция в космоса (Long Duration Exposure Facility – LDEF). Последната е изведена в космоса по време на мисия STS-41C и прибирането и е забавено с над 4 години поради катастрофата на „Чалънджър“. Кацането става на 20 януари. Мисията продължава общо 10 денонощия 21 часа и 36 секунди.

## Параметри на мисията
- Маса:
  - При излитане: 116 117 кг
  - При кацане: 103 571 кг
  - Маса на полезния товар: 12 014 кг
- Перигей: 296 км
- Апогей: 361 км
- Инклинация: 28,5°
- Орбитален период: 91.1 мин

## Галерия
- Старта на мисия STS-32
- Извеждането на „Syncom IV-F5“ в орбита
- Прибирането на LDEF
- Совалката се прибира в Космическия център „Кенеди“ след успешно приключената мисия в базата „Едуардс“